# Carla Giudici i Font
Carla Giudici i Font (Vic, 16 de desembre de 1985) ha estat una jugadora d'hoquei sobre patins, considerada com una de les millors jugadores que ha tingut aquest esport a Catalunya.
Començà a jugar al Club Patí Vic, però des dels dotze anys jugà al Club Patí Voltregà amb el qual ha guanyat tres Copes d'Europa, cinc Campionats d'Espanya, tres Lligues espanyoles, quatre Copes de la Reina i set Lligues catalanes. Ha estat internacional tant amb la selecció espanyola d'hoquei sobre patins entre 2000 i 2010, amb la qual guanyà dos Campionats del Món i un Campionat d'Europa. Amb la selecció catalana, va formar part de l'equip que va disputar el primer partit internacional contra Portugal el desembre de 2003.
La temporada 2012-13 fou escollida com a millor jugadora de la lliga entre les votacions fetes pels entrenadors i capitans dels equips de la competició. Al final de la temporada 2012-13 decidí penjar els patins, i el juny de 2014 rebé un homenatge al club on havia aconseguit els seus grans èxits esportius.
La seva formació en Magisteri en Educació Física i la seva llicenciatura en Ciències de l'activitat física i l'esport (CAFE), li permeten, un cop retirada de la competició, l'estiu de 2013, continuar treballant en l'àmbit esportiu.

## Palmarès
Clubs
- 3 Copes d'Europa d'hoquei patins femenina: 2007-08, 2010-11, 2012-13
- 7 Lligues catalanes d'hoquei patins femenina: 2002-03, 2003-04, 2004-05, 2005-06, 2006-07, 2007-08, 2008-09
- 5 Campionats d'Espanya d'hoquei patins femení: 2001-02, 2004-05, 2005-06, 2006-07, 2007-08
- 3 Lligues espanyoles d'hoquei patins femenina: 2010-11, 2011-12, 2012-13
- 4 Copes espanyoles d'hoquei patins femenina: 2005-06, 2006-07, 2007-08, 2010-11

Selecció espanyola
- 2 medalles d'or al Campionat del Món d'hoquei patins femení: 2000, 2008
- 1 medalla d'argent al Campionat del Món d'hoquei patins femení: 2006
- 3 medalles de bronze al Campionat del Món d'hoquei patins femení: 2002, 2004, 2010
- 1 medalla d'or al Campionat d'Europa d'hoquei patins femení: 2009
- 2 medalles d'argent al Campionat d'Europa d'hoquei patins femení: 2001, 2007
- 1 medalles de bronze al Campionat d'Europa d'hoquei patins femení: 2005